# Городище (Череповецкий район)
Городище — деревня в Череповецком районе Вологодской области.
Входит в состав Югского сельского поселения (с 1 января 2006 года по 8 апреля 2009 года входила в Домозеровское сельское поселение), с точки зрения административно-территориального деления — в Домозеровский сельсовет.
Расстояние по автодороге до районного центра Череповца — 5 км, до центра муниципального образования Нового Домозерова — 25 км. Ближайшие населённые пункты — Костяевка, Новосела, Полуево.
По переписи 2002 года население — 54 человека (23 мужчины, 31 женщина). Преобладающая национальность — русские (98 %).